# Cora (Band)
Cora ist ein deutsches Popduo. Es wurde Anfang der 1980er Jahre auf dem Höhepunkt der Neuen Deutschen Welle in Berlin von den beiden Musikerinnen Cornelia „Cora“ Freifrau von dem Bottlenberg (* 1951) und Swetlana Minkow (seit 2001 Swetlana von dem Bottlenberg; * 1951 in Bulgarien) gegründet. Ihre erfolgreichste Veröffentlichung ist der 1984 veröffentlichte Titel Amsterdam (Liebe hat total versagt), der vielfach gecovert und in andere Sprachen übertragen wurde.

## Karriere
Bereits als junge Mädchen versuchten Cornelia und Swetlana unabhängig voneinander, im deutschen Schlagergeschäft Fuß zu fassen. Cornelia veröffentlichte zusammen mit ihrem Bruder Frank von dem Bottlenberg, beide Familienmitglieder des gleichnamigen Adelsgeschlechtes, Ende der 1960er Jahre als Duo Cora & Frank mehrere Singles. Auch Swetlana war in dieser Zeit entsprechend aktiv.
Die beiden Musikerinnen hatten sich in den frühen 1970er Jahren durch ein Inserat kennen und lieben gelernt, das Cornelia aufgegeben hatte, mit dem sie nach einer zweiten Sängerin suchte. Zuerst gemeinsam aktiv waren sie als Backgroundsängerinnen bei den Aufnahmen der Singles Er gehört zu mir und Marleen von Marianne Rosenberg. Bis Anfang der 1980er Jahre waren Cornelia und Swetlana mit verschiedenen Bands und Projekten europaweit in Diskotheken und Clubs unterwegs, um das Publikum mit einer Mischung aus Gesang und Tanz zu unterhalten. Eine der Bands nannte sich Ladygirls. Das Trio (Agnes Radić komplettierte die Gruppe) veröffentlichte eine Single und ein Album mit dem Titel Die goldenen 70er Jahre. Swetlana war Mitglied der von 1974 bis 1977 bestehenden Frauenband Flying Lesbians.
Anfang der 1980er Jahre arbeiteten die Künstlerinnen erstmals auch als Songschreiberinnen und Produzentinnen für andere Künstler. In dieser Zeit entstanden zwei Veröffentlichungen mit dem Duo Conny & Jean (1983: Das Gefühl füreinander zu leben, 1985: Du bist da). Mit letztgenannter Aufnahme nahmen sie 1985 als Backgroundsängerinnen an der TV-Ausstrahlung des deutschen Vorentscheids zum Eurovision Song Contest teil; Conny & Jean belegten den elften und damit vorletzten Platz.
Mit der Hilfe von Frank Farian entstand 1983 das Album Liebeskummer. Bis auf Abends in der Disco gab Cornelia allen Titeln auf dieser LP ihre Stimme. 1984 schrieben Cora für Juliane Werding das Lied Amsterdam (Liebe hat total versagt), Werding lehnte es jedoch ab. Farian produzierte den Song dann zusammen mit Cora. Amsterdam war die erste Singleveröffentlichung, auf der Swetlana für den Gesang verantwortlich war. Der Titel avancierte zum Hit in den Airplaycharts. Die knapp ein Jahr später erschienene englischsprachige Version des Liedes erreichte die französischen Charts und hielt sich vier Monate lang unter den Top 30. Eine französischsprachige Version des Hits wurde 1986 von Michèle Torr aufgenommen und als Single in Frankreich veröffentlicht.
1990 wurden Cora für die Single In the Name of Love vom Saarländischen Rundfunk als Beste Newcomerin des Jahres mit der Goldenen Europa ausgezeichnet. Danach wurde es ruhiger um die Band. 1992 erschien die vorläufig letzte Single.

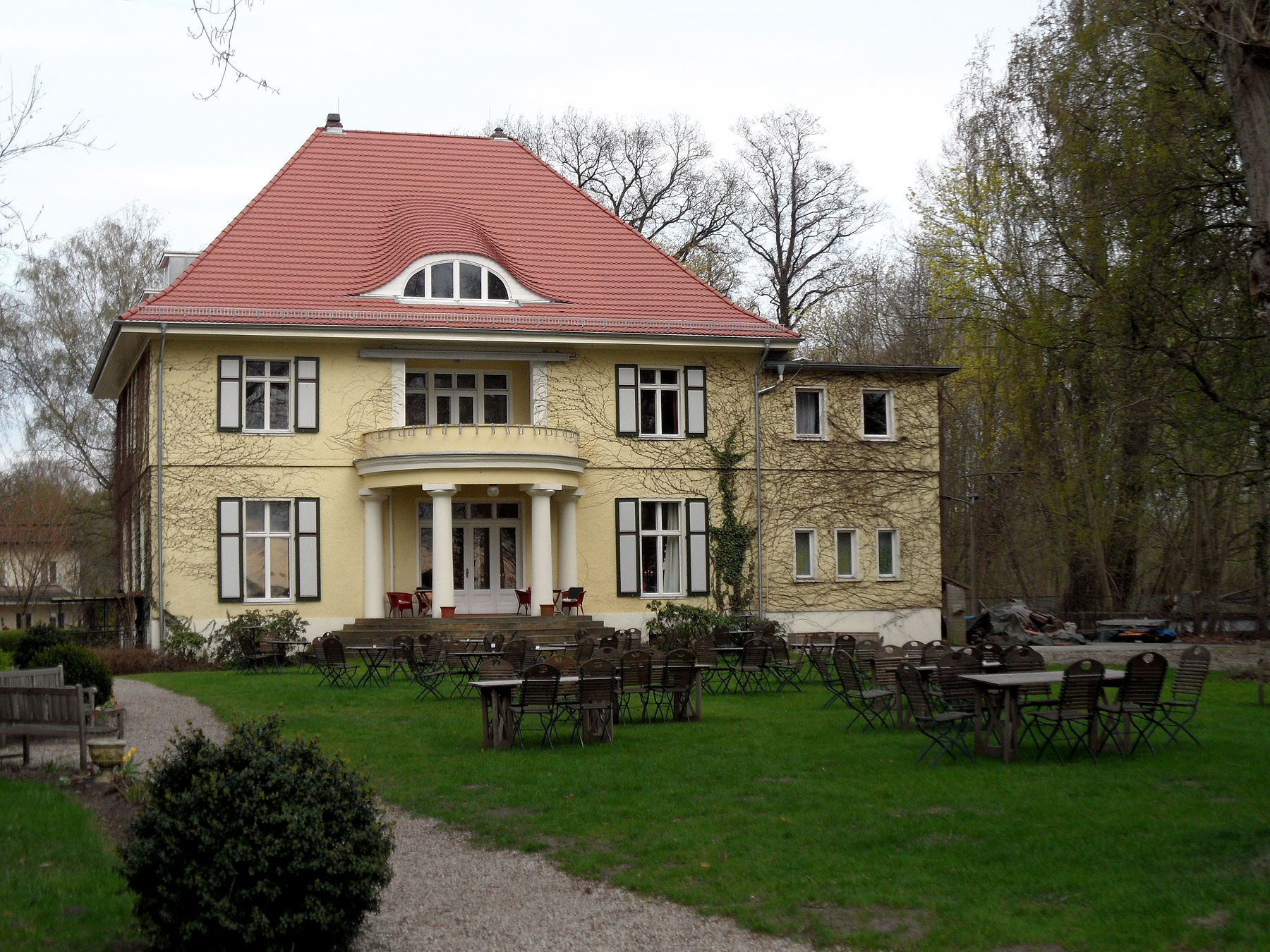
Schloss Golm, Seeseite

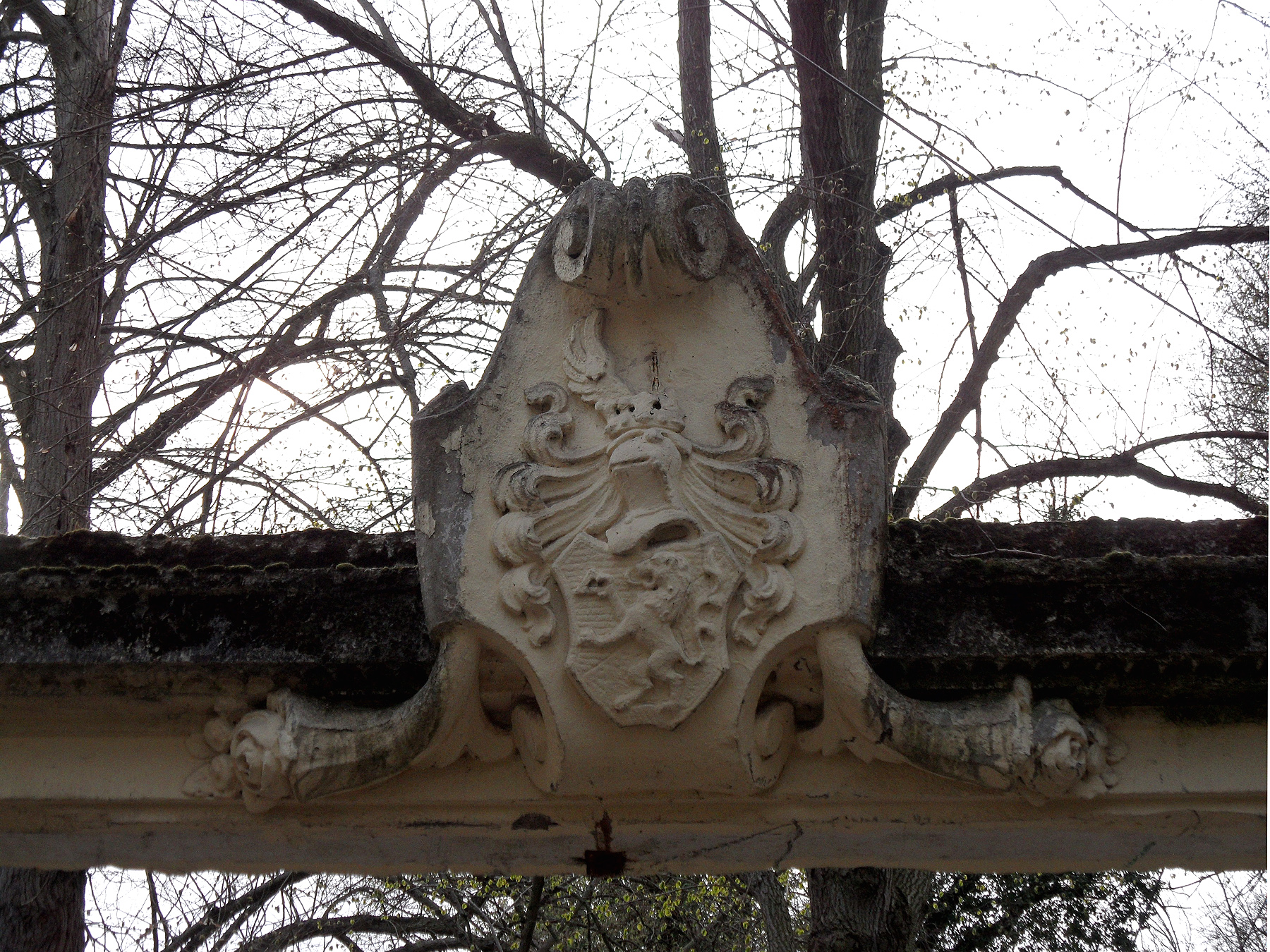
Wappen der von dem Bottlenberg über dem Eingang zum Gut Schloss Golm

Die beiden seit 2001 miteinander in Lebenspartnerschaft lebenden Musikerinnen – Swetlana nahm den Familiennamen von Cornelia an – zogen in den Potsdamer Ortsteil Golm, um ein Hotelrestaurant zu betreiben. Das Haus hatte Cornelias Großmutter Niuta von dem Bottlenberg zwischen 1912 und 1914 erbauen lassen und in den späten 1920er Jahren zu einem Kurhaus mit Restaurant umgebaut, das 1929 eröffnet und schnell vor allem bei Ufa-Schauspielern sehr beliebt wurde. 1938 musste sie es jedoch unter Wert verkaufen. Die Käuferin war eine Bekannte der Großmutter, von der Cornelia und Swetlana es in den frühen 1990er Jahren zurück erwarben.
Ende 2003 begannen Cora ihr Comeback. Zunächst veröffentlichten die beiden einen Remix ihres Hits Amsterdam und ein Album ihrer größten Erfolge. Ende 2004 erschien dann ein Album mit neuem Material. In den Jahren 2007 und 2008 veröffentlichten sie wieder Kompilationen mit ihren größten Hits und einigen neuen Liedern, wovon Du gehörst zu mir als Single erschien und In the Name of Love in einer Remix-Version. 2008 brachte Cora auch ihren Hit Amsterdam mit dem Schlagersänger Axel Fischer neu heraus. 2010 gelang Fischer mit der von Cora anlässlich der Fußball-Weltmeisterschaft 2010 umgetexteten Version Traum von Afrika erneut eine Chartplatzierung auf Platz 38.

## Cornelia als Kinderstar
Als Achtjährige gelangte Cornelia von dem Bottlenberg zu erster Berühmtheit: 1959 verkörperte sie in dem deutschen Fernsehfilm Peterchens Mondfahrt die Rolle des Mädchens Anneliese. Ihr Bruder Frank spielte die Rolle des Peterchens.

## Diskografie

### Alben
- Liebeskummer (1983)
- Melodie d’amour [Projekt: PAPILLON] (1993)
- Zeit für Gefühle (1996)
- Cora pur (2003)
- Komm, wir fahren nach Amsterdam (2004)
- Best of CORA (2006, Doppel-CD)
- Amsterdam – Die neue Best Of (2007)
- 2 in 1 Komm wir fahren nach Amsterdam/Die Neue Best Of [Doppel-CD] (28. März 2008)
- Traum von Amsterdam – Jubiläumsalbum (6. Jun. 2008)
- Regenbogengold (9. Mai 2009)
- Noch ein Leben (20. Mai 2011)
- Winterrosen (2. Dezember 2011)
- Die Weihnachtskuschelbox (7. Dezember 2012)
- Wunderbar (10. Juli 2015)
- 40 Jahre Amsterdam – Das Kult Album (18. Oktober 2024)

### Videoalbum
- Komm wir fahren nach Amsterdam/Die Cora Story Teil 1 (Dezember 2007)

### Singles
- Istanbul (August 1983)
- Liebeskummer (Februar 1984)
- Amsterdam (Liebe hat total versagt) (Oktober 1984)
- Wer darf das für uns entscheiden (März 1986)
- Amsterdam (englische Version) (1986)
- Tender Is the Night (April 1987) (nur in Frankreich und den Beneluxländern erschienen)
- Perestroika [Projekt: GARBO] (1987)
- In the Name of Love (Oktober 1989)
- I Call It the Blues (Juni 1990)
- America [Projekt: FLAME] (1990)
- I’m So Hurt (Februar 1991)
- Change the World (April 1992)
- Melodie d’amour (Single) [Projekt: PAPILLON] (1993)
- Suzanne [Projekt: PANTA RHEI] (August 1999)
- Amsterdam (Remix) (Mai 2003)
- Liebe pur (15. Dezember 2003)
- Hunderttausend Rosen (16. August 2004)
- So lang es geht (30. Mai 2005)
- Ich + Dany (27. Januar 2006)
- Der große Traum vom Fliegen (Mai 2006; Promo-Single)
- Allein seit dieser Nacht (Oktober 2006; Promo-Single)
- Du gehörst zu mir (2. Februar 2007)
- In the Name of Love – Remix 2007 (7. Dezember 2007)
- Einen Sommer lang (Juni 2008)
- Amsterdam (Axel Fischer feat. Cora) (2008)
- Regenbogengold (Juli 2009)
- Die Tochter (März 2010)
- Über den Wolken (21. Mai 2010)
- Du bist der Sommer (März 2011)
- Erlöse mich (September 2011)
- Mein Wunder (7. Dezember 2012) (erhältlich in der „Weihnachtskuschel-Box“)
- Sommer auf dem Balkon (28. Juni 2013)
- Wenn der Sommer kommt (6. Juni 2014)
- Himalaya (27. Juni 2015)
- Die Sonne der Kindheit (19. Februar 2016)
- Wir werden uns nochmal begegnen (4. November 2016)
- Einmal so wie Marilyn (7. August 2017)
- Bin dann mal weg (2018)
- Unsere Lieder (29. März 2019)
- Allein (21. Februar 2020)
- Ich vermiss dich (März 2020)
- Miteinander (18. Dezember 2020)
- Liebe stirbt zuletzt (28. Mai 2021)
- Bei mir darfst du schwach sein (27. Mai 2022)
- Kann es sein, dass Engel uns berührʼn (Dezember 2022)

### Frühere Veröffentlichungen
Cora & Frank:
- Wie eine Liebe entsteht / Träume sind nicht immer Schäume (Single, 1967)
- Schöner Mann, Goodnight / Dann ist Sonntag für mich (Single, 1968)
- Alles kommt anders (People Got to Be Free) (1) / Zeig mir bei Nacht die Sterne (Let It Be Me) (2) (Single, 1969)
- Jeden Morgen (Morning of My Life) (3) / Love Song (Single, 1970)

Swetlana:
- Morgen wird die Sonne wieder scheinen / Gregory (Single, 1970)
- Tabatinga / Abschied (Single, 1971)

Anja, Cora & Tina:
- Ein bißchen Na Na Na / Hol’ dir den Sonnenschein (Single, 1971)

Ladygirls:
- Die goldenen 70er Jahre (LP, 1975)
- Die goldenen 70er Jahre / Cäsar (Single, 1975)
- Rain, Rain, Rain / Call Me Tonight (Single, 1978)